# Bezpečnostní letka
Bezpečnostní letka byl název leteckého policejního útvaru, který existoval v letech 1951 až 1953 na území Československé republiky. Předchůdcem útvaru bylo Bezpečnostní letectvo a nástupcem se stal Letecký oddíl Ministerstva vnitra.

## Historie
V prosinci 1950 zaniklo Bezpečnostní letectvo a většinu jeho původních úkolů prováděly útvary vojenského letectva. Velení Sboru národní bezpečnosti si však uvědomovalo, že policejní letectví je nepostradatelné. Postup při vyžádání letu vojenského letadla byl často velmi zdlouhavý. Již v lednu 1951 začal vznikat provizorní letecký útvar s názvem Sokol, jehož členové byli převážně příslušníci zaniklého Bezpečnostního letectva. Nový útvar měl sloužit jako podpora ostatních útvarů Sboru národní bezpečnosti. Bezpečnostní letka vznikla oficiálně až 3. dubna 1951 a její kompetence spadaly pod velitele Státní bezpečnosti. Nový útvar byl organizačně začleněn pod Ministerstvo národní bezpečnosti. V roce 1953 zaniklo Ministerstvo národní bezpečnosti a s ním také formálně Bezpečnostní letka. Bezpečnostní letka používala původní letouny Bezpečnostního letectva. Byly to především poválečné letouny K-63, K-65A, K-75, C-2B, C-106, D-44, D-52 a Li-2.